# Traci Hale
Traci Hale é uma compositora nascida na cidade de Atlanta, na Geórgia. A sua carreira começou como vocalista de apoio para outros artistas de R&B, como Keith Sweat e Aaliyah, antes de se tornar compositora frequente de músicos como Rihanna, Blu Cantrell, Mýa e Brandy.

## Carreira
Traci Hale começou a sua carreira como vocalista de apoio para Keith Sweat and Aaliyah. Em 1996, Hale entrou em digressão mundial com Aaliyah e mostrou alguns dos trabalhos que tinham escrito ambas em privado. As suas primeiras colaborações foram com Rodney Jerkins, e ainda no disco Never Say Never de Brandy.
Em 2010, Hale co-escreveu a faixa "What's My Name?" com Ester Dean e Stargate, cuja alcançou a liderança na Billboard Hot 100 para Rihanna.